# Vieja izquierda
La vieja izquierda, también denominada antigua izquierda, corresponde a la izquierda política previa a la década de 1960 en Occidente, en la que los primeros movimientos izquierdistas y marxistas tuvieron un enfoque más vanguardista hacia la justicia social y se centraron mayoritariamente hacia la sindicalización y los problemas relacionados con las clases sociales en Occidente.

## Política social
A diferencia de la Nueva Izquierda, la Antigua Izquierda tiene un menor enfoque social hacia temas como el aborto, el consumo de drogas, el feminismo, los derechos LGBT y los roles de género. Desde mediados de la década de 1970, el surgimiento de movimientos revisionistas como el Eurocomunismo (y mucho ante en mundo anglosajón, la Nueva Izquierda), algunos partidos de extrema izquierda en Occidente comenzaron a mostrar su apoyo hacia los derechos de las comunidades LGBT, como parte de sus plataformas de partido, mientras que los partidos de izquierda de Oriente como el Partido Comunista de Grecia y el Partido Comunista de la Federación Rusa rechazaron este movimiento y continuaron enfocándose exclusivamente en las políticas obreras de la Antigua Izquierda. Los comunistas griegos votaron en contra del Proyecto de Ley de Asociaciones Civiles propuesto por el Syriza, respondiendo: "Con la formación de una sociedad socialista-comunista, se formará sin duda un nuevo tipo de asociación—una relación heterosexual relativamente estable y reproductiva". Los comunistas rusos los apoyaron en la prohibición de la "promoción de relaciones sexuales no-tradicionales hacia menores", llamándolo generalmente como una "propaganda homosexual a menores" en los medios de comunicación occidentales. Es bien sabido que los griegos están a favor del retorno de la pena de muerte, como los Comunistas de Rusia.
Militant fue un grupo entrista trotskista del Partido Laborista británico, establecido en el periódico Militant, lanzado en 1964. Según Michael Crick, su política se vio influenciada por los pensamientos de Karl Marx, Friedrich Engels, Vladimir Lenin y León Trotski y "virtualmente nadie más". Militant se ha convertido en un ejemplo de oposición de izquierda hacia temas como el feminismo y las iniciativas de los derechos LGBT con el movimiento obrero hacia comienzos de la década de 1980, específicamente en el contexto de reacción hacia el apoyo financiero brindado hacia grupos LGBT por el Consejo de la Gran Londres, bajo el liderazgo de Ken Livingstone. Mientras Militant estuvo presente en la sección femenina del Partido Laborista, afirmando que 40 delegados asistieron a la conferencia de mujeres del Partido Laborista en 1981, manifestaron su oposición hacia el feminismo que declaraba que los hombres eran el enemigo, o las causas de la opresión hacia la mujer.

### Derechos LGBT
Los líderes e intelectuales comunistas tomaron diferentes posturas hacia los temas relacionados con los derechos LGBT, ya que Marx y Engels trataron muy poco sobre el tema dentro de sus obras. Marx raramente comentaba sobre la sexualidad en general. Escribiendo sobre Asuntos Políticos, Norman Markowitz escribió: "Aquí, para ser sincero, se encuentra de que Marx no quiere hablar del tema, y desde Engels se abre una hostilidad hacia los sujetos involucrados". Esto se debe a que en privado, Engels criticaba la homosexualidad masculina y lo relacionaba con la pederastia  de la Antigua Grecia, diciendo que "[los antiguos griegos] cayeron en la abominable práctica de la sodomía [Knabenliebe en alemán, que significa "amor a los niños" o pederastia, y que era practicado por sus dioses y entre ellos mismo, como el mito de Ganímedes". Engels también dijo que el movimiento pro-pederasta "no puede dejar de triunfar. Guerre aux cons, paix aus trous-de-cul [guerra en los coños, paz a los agujeros del culo] ahora será el eslogan". En privado, Engels también se refirió al Dr. Karl Boruttau como un Schwanzschwulen ("pinche maricón").
El volumen 2 de la Enciclopedia de la Homosexualidad es inequívoco sobre los puntos de vista de Marx y Engels sobre la homosexualidad, declarando: "No caben dudas de que, en lo que respecta al tema, Marx y Engels eran personalmente homofóbicos, siendo demostrado en un acerbo intercambio de cartas hacia Jean-Baptiste von Schweitzer, un rival socialista alemán. Schweitzer había sido arrestado en un parque por un cargo moral, y no sólo  Marx y Engels se negaron a participar en el comité que lo defendía, sino que recurrieron a la forma más barato de humor escatológico en sus comentarios privados sobre el asunto".
En 1933, el dictador Iósif Stalin añadió el Artículo 121 en todo el código penal de la Unión Soviética, el cual consideraba la homosexualidad como un delito que debía ser castigado con 5 años de cárcel o trabajos forzados. La razón precisa del Artículo 121 es objeto debate entre los historiadores. Las pocas declaraciones oficiales por el gobierno, indican que la ley tendía a confundir la homosexualidad con la pedofilia y se mantuvo la creencia de que la homosexualidad era practicada únicamente por los fascistas y los aristócratas. La ley permaneció intacta hasta la disolución de la Unión Soviética y fue derogada en 1993. A los hombres homosexuales se les negaban su militancia o eran expulsados de todos los partidos comunistas del mundo durante el siglo XX, ya que la mayoría de estos partidos seguían los precedentes sociales establecidos por la Unión Soviética.
Sin embargo, eso no ocurrió en Occidente, abriendo paso a la distinción de destacados homosexuales comunistas, entre ellos:
- Mark Ashton (fundador de Lesbians and Gays Support the Miners, y defensor de los  derechos LGBT) – miembro del Partido Comunista de Gran Bretaña
- Harry Hay (activista de los derechos homosexuales, defensor laboral, defensor de los derechos civiles de los indígenas, fundador de la Mattachine Society, y cofundador del Frente de Liberación Gay en Los Ángeles) – miembro del Partido Comunista de los Estados Unidos[24]

Otro ejemplo de oposición hacia la homosexualidad es el Partido de los Socialistas de la República de Moldavia, quién se opone firmemente hacia los derechos LGBT en Moldavia. A pesar de que está oficialmente asociado con el movimiento de izquierda, el partido ha esta trabajando junto con movimientos nacionalistas, religiosos y de derecha para contrarrestar la "promoción del vicio extendido con la ayuda de los Estados Unidos en Moldavia".

### Inmigración
La vieja izquierda a veces adoptó una postura hostil hacia la inmigración, promoviendo políticas que preservarían la homogeneidad étnica del país. El primer ministro australiano, John Curtin, que formaba parte del Partido Laborista Australiano, reforzó la Política de Australia Blanca y dijo lo siguiente en su defensa: "Este país seguirá siendo para siempre el hogar de los descendientes de aquellas personas que vinieron aquí en paz para establecer en los Mares del Sur un puesto avanzado de la raza británica".Arthur Calwell, otro izquierdista que dirigió el Partido Laborista australiano en la década de 1960, defendió firmemente la Política de Australia Blanca y dijo lo siguiente: "Estoy orgulloso de mi piel blanca, al igual que un chino está orgulloso de su piel amarilla, un japonés de su piel morena y los indios de sus diversos tonos de piel, desde el negro hasta el color café. Cualquiera que no esté orgulloso de su raza no es un hombre en absoluto. Y cualquier hombre que intente estigmatizar a la comunidad australiana como racista porque quiere preservar este país para la raza blanca está haciendo un gran daño a nuestra nación... Rechazo, en conciencia, la idea de que Australia debería o alguna vez pueda convertirse en una sociedad multirracial y sobrevivir".Los miembros del Partido Laborista de izquierda percibieron la inmigración sin restricciones como una estratagema de los propietarios para reducir los salarios, lo que llevó a que los dirigentes de los sindicatos se mostraran a menudo escépticos ante una mayor inmigración.
Incluso en 2015, Bernie Sanders criticó las fronteras abiertas como una "propuesta de los hermanos Koch", aunque más tarde adoptó una postura más favorable a la inmigración, más favorable a la nueva izquierda.

## Surgimiento de la nueva izquierda
La Nueva Izquierda surgió primero entre intelectuales disidentes y grupos universitarios en el Reino Unido y más tarde junto a los campus de los Estados Unidos y del bloque occidental.
El teórico crítico alemán Herbert Marcuse es considerado el "padre de la Nueva Izquierda". Marcuse rechazó la teoría de la lucha de clases y la preocupación marxista por el trabajo. Según Leszek Kołakowski, Marcuse sostuvo que, dado que "todas las cuestiones de la existencia material han sido resueltas, los mandatos y prohibiciones morales ya no son relevantes". Consideraba que la realización de la naturaleza erótica del hombre era la verdadera liberación de la humanidad, lo que inspiró las utopías de Jerry Rubin y otros.
Entre 1943 y 1950, Marcuse trabajó en el servicio gubernamental estadounidense para la Oficina de Servicios Estratégicos (predecesora de la Agencia Central de Inteligencia) y criticó la ideología del Partido Comunista de la Unión Soviética en el libro Marxismo Soviético: Un Análisis Crítico (1958). Después de sus estudios, en las décadas de 1960 y 1970 se hizo conocido como el teórico preeminente de la Nueva Izquierda y de los movimientos estudiantiles de Alemania Occidental, Francia y Estados Unidos.

## Partidos suscritos a la vieja izquierda

### Alemania
- Alianza Sahra Wagenknecht - Por la Razón y la Justicia
- Partido Comunista de Alemania

### Grecia
- Partido Comunista de Grecia

### Eslovaquia
- Dirección-Socialdemocracia
- Voz - Socialdemocracia

### Portugal
- Partido Comunista Portugués

### Italia
- Patria y Constitución
- Partido Comunista

### Rusia
- Partido Comunista de la Federación Rusa
- Comunistas de Rusia

### Bielorrusia
- Partido Republicano del Trabajo y la Justicia
- Partido Comunista de Bielorrusia

### Kazajistán
- Partido Popular de Kazajistán

### Georgia
- Partido Comunista de Georgia
- Partido Comunista de Osetia del Sur
- Partido Comunista de Abjasia

### Kirguistán
- Partido de los Comunistas de Kirguistán

### Tayikistán
- Partido Socialista de Tayikistán
- Partido Comunista de Tayikistán

### Moldavia
- Partido de los Socialistas de la República de Moldavia
- Partido de los Comunistas de la República de Moldavia

### Polonia
- Partido Comunista Polaco

### Bulgaria
- Partido Socialista Búlgaro

- Partido de los Comunistas Búlgaros

### Hungría
- Partido Obrero Húngaro

### República Checa
- Partido Comunista de Bohemia y Moravia

### Albania
- Partido Comunista de Albania

### Rumanía
- Partido Socialdemócrata
- Partido Comunista de Rumania

### Reino Unido
- Partido de los Trabajadores de Gran Bretaña
- Partido Comunista Británico
- Partido Comunista de Gran Bretaña (Marxista-Leninista)

### Suecia
- Partido Comunista (Suecia)